# Lijst van afleveringen van My Babysitter's a Vampire
Dit is een afleveringenlijst van de Disney Channel Original Series, My Babysitter's a Vampire.
De series eerste aflevering was op 27 juni 2011 op Disney Channel US, op 3 oktober 2011 in Nederland en Vlaanderen en is er een tweede seizoen in productie.
De film werd al eerder uitgezonden, op 23 september 2011.

## Afleveringen
| Seizoen | Afleveringen | Uitgezonden | Uitgezonden |
| Seizoen | Afleveringen | Seizoenspremiere | Seizoensfinale |
| ------- | ------------ | --- | --- |
| Film    | Film         | 9 oktober 2010 (Première Teletoon) 10 juni 2011 (Disney Channel US) 23 september 2011 Disney Channel (Nederland/Vlaanderen) | 9 oktober 2010 (Première Teletoon) 10 juni 2011 (Disney Channel US) 23 september 2011 Disney Channel (Nederland/Vlaanderen) |
| 1       | 13           | 14 maart 2011 (Première Teletoon) 27 juni 2011 (Disney Channel US) 3 oktober 2011 Disney Channel (Nederland/Vlaanderen)     | 19 juli 2011 (Disney Channel US) 26 december 2011 Disney Channel (Nederland/Vlaanderen)                                     |
| 2       | 13           | 2012 (Première Teletoon) 29 juni 2012 (Disney Channel US) 23 december 2012 Disney Channel (Nederland/Vlaanderen)            | 5 oktober 2012 (Disney Channel US) 1 maart 2013 Disney Channel (Nederland/Vlaanderen)                                       |

## Seizoen 1
| №  |    | Titel                   | Uitzenddatum | Uitzenddatum &   |
| -- | -- | ----------------------- | ------------ | ---------------- |
| 1  | 1  | Lawn of the Dead        | 27 juni 2011 | 3 oktober 2011   |
| 2  | 2  | Three Cheers for Evil   | 28 juni 2011 | 10 oktober 2011  |
| 3  | 3  | Blood Drive             | 29 juni 2011 | 17 oktober 2011  |
| 4  | 4  | Guys and Dolls          | 30 juni 2011 | 24 oktober 2011  |
| 5  | 5  | Double Negative         | 5 juli 2011  | 31 oktober 2011  |
| 6  | 6  | Friday Night Frights    | 6 juli 2011  | 7 november 2011  |
| 7  | 7  | Smells Like Trouble     | 7 juli 2011  | 14 november 2011 |
| 8  | 8  | Die Pod                 | 11 juli 2011 | 21 november 2011 |
| 9  | 9  | Blue Moon               | 12 juli 2011 | 28 november 2011 |
| 10 | 10 | Doug the Vampire Hunter | 13 juli 2011 | 5 december 2011  |
| 11 | 11 | The Brewed              | 14 juli 2011 | 12 december 2011 |
| 12 | 12 | Three Geeks and a Demon | 18 juli 2011 | 19 december 2011 |
| 13 | 13 | Re-Vamped               | 19 juli 2011 | 26 december 2011 |

## Seizoen 2
| №  |    | Titel                              | Uitzenddatum      | Uitzenddatum &   |
| -- | -- | ---------------------------------- | ----------------- | ---------------- |
| 1  | 14 | Welcome Back Dusker                | 29 juni 2012      | 23 december 2012 |
| 2  | 15 | Say You'll Be Maztak               | 6 juli 2012       | 30 december 2012 |
| 3  | 16 | Fanged and Furious                 | 20 juli 2012      | 6 januari 2013   |
| 4  | 17 | Flushed                            | 27 juli 2012      | 6 januari 2013   |
| 5  | 18 | Mirror/rorriM                      | 10 augustus 2012  | 13 januari 2013  |
| 6  | 19 | Village of the Darne               | 24 augustus 2012  | 20 januari 2013  |
| 7  | 20 | Hottie Ho-Tep                      | 7 september 2012  | 27 januari 2013  |
| 8  | 21 | Independence Daze                  | 14 september 2012 | 3 februari 2013  |
| 9  | 22 | Siren Song                         | 16 september 2012 | 10 februari 2013 |
| 10 | 23 | Jockenstein                        | 21 september 2012 | 17 februari 2013 |
| 11 | 24 | Halloweird                         | 23 september 2012 | 24 februari 2013 |
| 12 | 25 | The Date to End All Dates (Deel 1) | 28 september 2012 | 1 maart 2013     |
| 13 | 26 | The Date to End All Dates (Deel 2) | 5 oktober 2012    | 1 maart 2013     |